# Ordabasy Fýtbol Klýby
L'Ordabasy Futbol Kluby (in kazako Ордабасы Футбол Клубы?) è una società calcistica kazaka con sede nella città di Şımkent, fondato nel 1998. Milita nella massima divisione nazionale.

## Storia
L'Ordabası Fwtbol Klwbı prende questo nome nel 2003. Precedentemente il suo nome era Dostyk, nato nel luglio 2000 dall'unione di due squadre: Žiger e Tomiris. Nel 1996-1997 partecipata alla Coppa delle Coppe asiatica con il nome di SKIF-Ordabasy, venendo eliminato ai quarti di finale.

### Žiger
- 1949: Fondato come Dinamo Şımkent
- 1960: Rinominato Yenbek
- 1961: Rinominato Metallurg Şımkent
- 1981: Rinominato Meliorator Şımkent
- Giugno, 1992: Rinominato Žiger

### Tomiris
- 1992: Fondato come Arsenal-SKIF
- 1993: Rinominato SKIF-Ordabasy
- 1998: Rinominato Tomiris
- 1999: Rinominato Sintez
- 2000: Rinominato Tomiris

## Palmarès

### Competizioni nazionali
- Campionato kazako: 1

2023
- Coppa del Kazakistan: 2

2011, 2022
- Qazaqstan Superkubogy: 1

2012

### Altri piazzamenti
- Campionato kazako:

Terzo posto: 2017, 2019
- Coppa del Kazakistan:

Finalista: 1995, 2007, 2023
Semifinalista: 2010, 2017, 2019
- Supercoppa del Kazakistan:

Finalista: 2023, 2024

## Organico

### Rosa 2020
Aggiornata al 6 marzo 2020.
| N. |                                 | Ruolo | Calciatore         |
| -- | ------------------------------- | ----- | ------------------ |
| 1  | Kazakistan (bandiera)           | P     | Bekkhan Shayzada   |
| 4  | Kazakistan (bandiera)           | D     | Viktor Dmitrenko   |
| 5  | Kazakistan (bandiera)           | D     | Damir Dautov       |
| 7  | Sudafrica (bandiera)            | C     | May Mahlangu       |
| 8  | Ucraina (bandiera)              | C     | Jevhen Makarenko   |
| 10 | Bosnia ed Erzegovina (bandiera) | C     | Mirzad Mehanović   |
| 11 | Portogallo (bandiera)           | C     | Rúben Brígido      |
| 13 | Croazia (bandiera)              | C     | Lovro Cvek         |
| 14 | Kazakistan (bandiera)           | C     | Samat Shamshi      |
| 17 | Kazakistan (bandiera)           | D     | Mardan Tolebek     |
| 18 | Kazakistan (bandiera)           | C     | Maksim Vaganov     |
| 19 | Kazakistan (bandiera)           | D     | Marat Bystrov      |
| 20 | Kazakistan (bandiera)           | A     | Toqtar Janğılışbaý |
| 22 | Senegal (bandiera)              | C     | Abdoulaye Diakhaté |

| N. |                       | Ruolo | Calciatore          |
| -- | --------------------- | ----- | ------------------- |
| 24 | Russia (bandiera)     | D     | Aleksandr Kleščenko |
| 27 | Kazakistan (bandiera) | C     | Tımýr Dosmagambetov |
| 28 | Kazakistan (bandiera) | C     | Asludin Hadzhiev    |
| 29 | Argentina (bandiera)  | D     | Pablo Fontanello    |
| 33 | Kazakistan (bandiera) | C     | Elkhan Astanov      |
| 37 | Brasile (bandiera)    | A     | João Paulo          |
| 39 | Belgio (bandiera)     | A     | Ziguy Badibanga     |
| 42 | Kazakistan (bandiera) | P     | Igor Trofimets      |
| 77 | Kazakistan (bandiera) | D     | Talgat Adyrbekov    |
| 86 | Kazakistan (bandiera) | P     | Vladïmïr Plotnïkov  |
| 87 | Serbia (bandiera)     | D     | Aleksandar Simčević |
| 91 | Kazakistan (bandiera) | A     | Sergey Xïjnïçenko   |